# Мишак Валентина Григорівна
Мишак Валентина Григорівна (до 1963 року — Волощук; 16 січня 1942, Тирасполь, Трансністрія — 1 вересня 2022 року, Одеса, Україна) — українська радянська волейболістка, гравчиня збірної СРСР, срібна призерка Олімпіади 1964 року (Токіо). Заслужений майстер спорту СРСР (1971). Нападниця. Зріст — 182 см. Вага — 70 кг.

## Життєпис
Народилася в Тирасполі, Трансністрія. Волейболом почала займатися в Тирасполі. Закінчила факультет фізичного виховання Одеського державного педагогічного інституту імені К. Д. Ушинського.
Перший тренер — Валентин Находкін. Виступала за команду «Буревісник» (Одеса), тренер Юрій Курильський. В її складі: чемпіонка СРСР 1961, дворазова бронзова призерка союзних першостей (1962 і 1971), переможниця Кубка СРСР 1974, переможниця Кубка європейських чемпіонів 1962. Виступала за збірну Української РСР.
Бронзова призерка (1967 і 1971) Спартакіад народів СРСР у складі збірної України (1967 року одночасно бронзова призерка чемпіонату СРСР).
У складі студентської збірної СРСР в 1965 і 1971 роках ставала чемпіонкою Всесвітніх Універсіад.
У національній збірній СРСР в офіційних змаганнях виступала в 1962—1967 роках. В її складі: срібна призерка Олімпійських ігор 1964, срібна призерка чемпіонату світу 1962, дворазова чемпіонка Європи (1963 і 1967).
Найкраща волейболістка Одеси XX сторіччя.
Завершила спортивну кар'єру 1975 року.
Після закінчення кар'єри працювала викладачем фізкультури на кафедрах фізвиховання ОНПУ та ОГМІ.
Пішла з життя в четвер, 1 вересня 2022 року